# مايكا بارتلز
مايكا بارتلز (بالإنجليزية: Meike Bartels)‏ عالمة نفس هولندية من مواليد 1973، وعالمة علم الوراثة السلوكية معروفة بأبحاثها في علم وراثة السعادة والرفاهية الذاتية. وهي أستاذة في «السلوك وعلم الوراثة الكمية» في قسم علم النفس البيولوجي في الجامعة الحرة بأمستردام، وهي تابعة لمعهد أمستردام للصحة العامة. كما أنها تشغل كرسي أبحاث جامعي في علم الوراثة والصحة في جامعة فريجي بأمستردام. في عام 2008، حصلت على جائزة فولر وسكوت من جمعية علم الوراثة السلوكية. وهي واحدة من الباحثين الرئيسيين في الدراسة التي وجدت المتغيرات الجينية المتعلقة بالرفاهية.

## وصلات خارجية
- Faculty profile